# Marapong
Marapong is een dorp in het district Central in Botswana. De plaats telt 2283 inwoners (2011).